# Пауэр, Леонель
Леонель Пауэр (англ. Leonel Power; между 1370 и 1385 — 5 июня 1445, Кентербери) — английский композитор и музыкальный теоретик. Наряду с Джоном Данстейблом считается одним из крупнейших английских композиторов XV века.
О раннем этапе жизни Пауэра сохранилось крайне мало сведений. Неизвестны ни место, ни точная дата его рождения; предположительно указывается промежуток с 1370 по 1385 или с 1375 по 1380 год. Первое документированное упоминание о нём относится к 1418 году: он фигурирует в списках членов хоровой капеллы Томаса Ланкастера, герцога Кларенса как руководитель певчих. В 1421 году герцог умер. Следующее упоминание о Пауэре датируется 14 мая 1423 года: в этот день он стал членом общины Кентерберийского собора, в которую принимали как монахов, так и выдающихся мирян. Судя по сохранившимся документам, с 1439 года и до самой смерти он руководил хором одной из капелл собора.
Леонелю Пауэру принадлежат около 40 сочинений (не считая тех, атрибуция которых спорна), включая мессу на антифон «Alma redemptoris mater», обработки отдельных частей ординария и мотеты. Наиболее ранние из них входят в так называемую «Рукопись Олд Холла» и свидетельствуют о высоком уровне композиторского мастерства их автора. Вероятно, Пауэр был хорошо знаком с достижениями современных ему композиторов Франции. Он также является автором теоретического трактата «Tretis upon the Gamme, for hem that wilbe syngers or makers or techers», посвящённого обучению певчих импровизированному многоголосию.